# Злочин і кара (фільм, 1969)
«Злочин і кара» — радянський художній фільм, знятий в 1969 році режисером Львом Куліджановим за сюжетом однойменного роману Федора Достоєвського.

## Сюжет
Студент Родіон Раскольников, бажаючи перевірити свою теорію поділу людей на «тварюк тремтячих» і «Наполеонів», вбиває сокирою стару-лихварку і її сестру, яка випадково опинилася в цей момент у квартирі. Скоєне жахає Родіона. Раскольников в сум'ятті — він не може знайти собі місця. Його сестра Дуня збирається заміж без любові, теорія про «незвичайну людину» розвалюється на очах, а сам Родіон все глибше занурюється в пучину страхів і кошмарів. Слідчі, які розслідують вбивство старої все ближче і ближче підбираються до Раскольникова. Доля зводить його з Сонечкою Мармеладовою. Молодій дівчині, яка залишилася без батьків, доводиться працювати повією, щоб вижити. Саме вона переконує Родіона зізнатися у вбивстві. Раскольников відправляється в Сибір, а Сонечка приїжджає до засланців-каторжних.

## У ролях
- Георгій Тараторкін — Родіон Романович Раскольников
- Інокентій Смоктуновський — Порфирій Петрович
- Тетяна Бєдових — Соня Мармеладова
- Вікторія Федорова — Авдотья Романівна Раскольникова, сестра Родіона
- Юхим Копелян — Свидригайлов
- Євген Лебедєв — Семен Захарович Мармеладов
- Майя Булгакова — Катерина Іванівна Мармеладова
- Ірина Гошева — Пульхерія Олександрівна Раскольникова, мати Родіона
- Володимир Басов — Петро Петрович Лужин
- Олександр Павлов — Разуміхін
- Єлизавета Євстратова — Олена Іванівна
- Любов Соколова — Лізавета
- Інна Макарова — Настасья
- Валерій Носик — Замєтов
- Юрій Медведєв — Андрій Семенович Лебезятников
- Євген Лазарев — Зосімов
- Юрій Саранцев — поручик Порох
- Юрій Волков — Никодим Хомич
- Костянтин Адашевський — візник
- Микола Афанасьєв — солідний чиновник
- Анатолій Абрамов — двірник
- Володимир Васильєв — чоловік з шарманкою
- Євген Гуров — відвідувач ресторану
- Сергій Никоненко — Микола
- Володимир Носик — трактирний слуга
- Петро Рєпнін — лікар
- Дзідра Рітенберга — Луїза Іванівна
- Віктор Рождественський — священик
- Микола Романов — чиновник
- Іван Рижов — Тит Васильович, робочий
- Еріка Ферда — Амалія Іванівна
- Віктор Чекмарьов — міщанин, помічник Порфирія Петровича
- Анатолій Яббаров — гість на поминках
- Володимир Бєлокуров — шинкар (немає в титрах)

## Знімальна група
- Автори сценарію:  Лев Куліджанов,  Микола Фігуровський
- Режисер:  Лев Куліджанов
- Оператор:  В'ячеслав Шумський
- Художник:  Петро Пашкевич
- Композитор:  Михайло Зів
- Звукорежисер:  Дмитро Бєлєвич